# Paul Baloche
Pour les articles homonymes, voir Baloche.
Paul Joseph Baloche, né le 4 juin 1962, à Camden (New Jersey), aux États-Unis, est un chanteur de musique chrétienne contemporaine évangélique américain . Il est également compositeur, pianiste et guitariste. Il a sorti plusieurs albums en anglais et deux en français. 

## Biographie
Paul Baloche est né le 4 juin 1962, à Camden (New Jersey) dans une famille catholique ,. Il a étudié à la Grove School of Music de Los Angeles . En 1992, il sort son premier album He is Faithful .

### Ministère
En 1989, il devient pasteur de louange à l’église évangélique Community Christian Fellowship de Lindale dans le comté de Smith, jusqu’en 2015 où il déménage à New York,.

### Prix et récompenses
En 2009, Baloche reçoit un Dove Awards pour la Chanson inspirée de l'année en tant que co-auteur de A New Hallelujah avec Michael W. Smith.

## Discographie
- 1992 He is Faithful
- 1998 First Love
- 2000 Open the Eyes of My Heart
- 2001 God of Wonders
- 2003 Offering of Worship
- 2006 A Greater Song
- 2007 Our God Saves
- 2008 The Writer's Collection
- 2008 Ouvre les yeux de mon cœur (en français)
- 2009 Live in Asia
- 2009 Glorious
- 2012 The Same Love
- 2013 Glorieux (en français)
- 2013 Christmas Worship
- 2014 Live
- 2015 Christmas Worship, Vol. 2
- 2016 Your Mercy